# DSA-561
La DSA-561 es una carretera perteneciente a la Red Secundaria de la Diputación Provincial de Salamanca que une las localidades de Trabanca y Pereña de la Ribera.

## Recorrido
La carretera DSA-561 tiene su origen en Trabanca en la intersección con la carretera SA-315, y termina en el casco urbano de Pereña de la Ribera en la intersección con la carretera DSA-563. Además pasa también por la localidad de Cabeza de Framontanos formando parte de la Red de carreteras de Salamanca.
| Trabanca (Intersección con ) - Pereña de la Ribera (Intersección con )      | Trabanca (Intersección con ) - Pereña de la Ribera (Intersección con ) | Trabanca (Intersección con ) - Pereña de la Ribera (Intersección con ) | Trabanca (Intersección con ) - Pereña de la Ribera (Intersección con ) | Trabanca (Intersección con ) - Pereña de la Ribera (Intersección con ) | Trabanca (Intersección con ) - Pereña de la Ribera (Intersección con ) | Trabanca (Intersección con ) - Pereña de la Ribera (Intersección con ) | Trabanca (Intersección con ) - Pereña de la Ribera (Intersección con ) | Trabanca (Intersección con ) - Pereña de la Ribera (Intersección con ) | Trabanca (Intersección con ) - Pereña de la Ribera (Intersección con ) | Trabanca (Intersección con ) - Pereña de la Ribera (Intersección con ) |
| Esquema                                                                     | PK                                                                     | Sentido Masueco                                                        | Sentido Masueco                                                        | Sentido Masueco                                                        | Sentido Masueco                                                        | Sentido Trabanca                                                       | Sentido Trabanca                                                       | Sentido Trabanca                                                       | Sentido Trabanca                                                       | Incidencias                                                            |
| Esquema                                                                     | PK                                                                     | Velocidad                                                              | Elemento                                                               | Salida                                                                 | Salida                                                                 | Salida                                                                 | Salida                                                                 | Elemento                                                               | Velocidad                                                              | Incidencias                                                            |
| Esquema                                                                     | PK                                                                     | Velocidad                                                              | Elemento                                                               | Dir.                                                                   | Nombre                                                                 | Nombre                                                                 | Dir.                                                                   | Elemento                                                               | Velocidad                                                              | Incidencias                                                            |
| --------------------------------------------------------------------------- | ---------------------------------------------------------------------- | ---------------------------------------------------------------------- | ---------------------------------------------------------------------- | ---------------------------------------------------------------------- | ---------------------------------------------------------------------- | ---------------------------------------------------------------------- | ---------------------------------------------------------------------- | ---------------------------------------------------------------------- | ---------------------------------------------------------------------- | ---------------------------------------------------------------------- |
|                                                                             | 0,0                                                                    |                                                                        |                                                                        | Vitigudino                                                             | Vitigudino                                                             | Vitigudino                                                             |                                                                        |                                                                        |                                                                        |                                                                        |
| Presa de Almendra Zamora Ledesma Almendra Fermoselle Villarino de los Aires | 0,0                                                                    |                                                                        |                                                                        |                                                                        |                                                                        |                                                                        |                                                                        |                                                                        |                                                                        |                                                                        |
|                                                                             | 0,6                                                                    |                                                                        |                                                                        | TRABANCA                                                               | TRABANCA                                                               | TRABANCA                                                               | TRABANCA                                                               |                                                                        |                                                                        |                                                                        |
|                                                                             | 5,5                                                                    |                                                                        |                                                                        | CABEZA DE FRAMONTANOS                                                  | CABEZA DE FRAMONTANOS                                                  | CABEZA DE FRAMONTANOS                                                  | CABEZA DE FRAMONTANOS                                                  |                                                                        |                                                                        |                                                                        |
|                                                                             | 5,7                                                                    |                                                                        |                                                                        | Villarino de los Aires                                                 | Villarino de los Aires                                                 | Villarino de los Aires                                                 | Villarino de los Aires                                                 |                                                                        |                                                                        |                                                                        |
|                                                                             | 5,8                                                                    |                                                                        |                                                                        | CABEZA DE FRAMONTANOS                                                  | CABEZA DE FRAMONTANOS                                                  | CABEZA DE FRAMONTANOS                                                  | CABEZA DE FRAMONTANOS                                                  |                                                                        |                                                                        |                                                                        |
|                                                                             | 14,760                                                                 |                                                                        |                                                                        |                                                                        | Villarino de los Aires                                                 | Villarino de los Aires                                                 | Villarino de los Aires                                                 |                                                                        |                                                                        |                                                                        |
|                                                                             | 14,760                                                                 | Masueco Pereña de la Ribera Vitigudino                                 |                                                                        |                                                                        |                                                                        |                                                                        |                                                                        |                                                                        |                                                                        |                                                                        |